# Осек-Дужи
Осек-Дужи (пол. Osiek Duży) — село в Польщі, у гміні Сьверчув Намисловського повіту Опольського воєводства.
Населення — 41 особа (2011).

## Демографія
Демографічна структура станом на 31 березня 2011 року:
|          | Загалом | Допрацездатний вік | Працездатний вік | Постпрацездатний вік |
| -------- | ------- | ------------------ | ---------------- | -------------------- |
| Чоловіки | 21      | 3                  | 13               | 5                    |
| Жінки    | 20      | 5                  | 11               | 4                    |
| Разом    | 41      | 8                  | 24               | 9                    |